# Effet de disposition
L'effet de disposition est une anomalie découverte dans la finance comportementale. Il se rapporte à la tendance des investisseurs à vendre trop tôt des titres dont la valeur a augmenté, tout en conservant trop longtemps ceux dont la valeur a chuté. Un effet qui se révèle désastreux en termes de rendement de portefeuille.

## Description
Contrairement à la concrétisation d'un gain, les investisseurs sont moins enclins à reconnaître des pertes — ce qu'ils seraient obligés de faire s'ils vendaient les actifs qui ont perdu en valeur — car cela démontrerait que leur décision de départ était mauvaise, les investisseurs vendront alors trop tard les actifs subissant des pertes, en contradiction avec les nouvelles informations sur les rendements des titres. Retarder la vente est donc une pratique qui peut s'expliquer psychologiquement, permettant d'éviter temporairement la sensation désagréable liée au regret, mais qui peut finalement s'avérer très coûteuse.
Ce comportement est irrationnel, dans la mesure où la performance future de l'action est sans rapport à son prix d'achat. Le cas échéant, les investisseurs devraient être plus susceptibles de vendre à perte en vue d'exploiter des déductions fiscales sur les plus-values,. Dans une étude réalisée par Terrance Odean, cette vente pour raisons fiscales n'est observée qu'en décembre, dernière occasion de prétendre à des réductions d'impôt en déchargeant des titres perdants ; pour les autres mois, l'effet de disposition est généralement observé,.
L'effet de disposition peut être partiellement expliqué par l'aversion aux pertes et par la comptabilité mentale,. Des explications plus complètes prennent aussi en compte d'autres aspects de la théorie des perspectives, comme un effet de réflexion, ou l'implication d'une dissonance cognitive,.